# Corchorus olitorius
La juta (Corchorus olitorius L.), conosciuta anche come molokhia, è una pianta appartenente alla famiglia delle Malvaceae. Insieme a C. capsularis è la fonte primaria di fibra di juta. Le foglie e i frutti giovani vengono utilizzati come verdura, le foglie essiccate vengono utilizzate per tisane e come addensante per zuppe, mentre i semi sono commestibili.

## Storia
Non è chiaro se Corchorus olitorius sia originaria dell'Africa o dell'Asia. Alcune autorità ritengono che provenga dall'area indo-birmana o dall'India, insieme a numerose altre specie affini. Altri sottolineano che esiste una maggiore variazione genetica in Africa e un maggior numero di specie selvatiche del genere Corchorus. Dovunque sia originaria, è coltivata da moltissimo tempo in entrambi i continenti e probabilmente cresce, selvatica o coltivata, in tutti i paesi dell'Africa tropicale.
Nell'antichità classica, Plinio registrò che le piante di juta venivano usate come cibo nell'antico Egitto.

## Descrizione

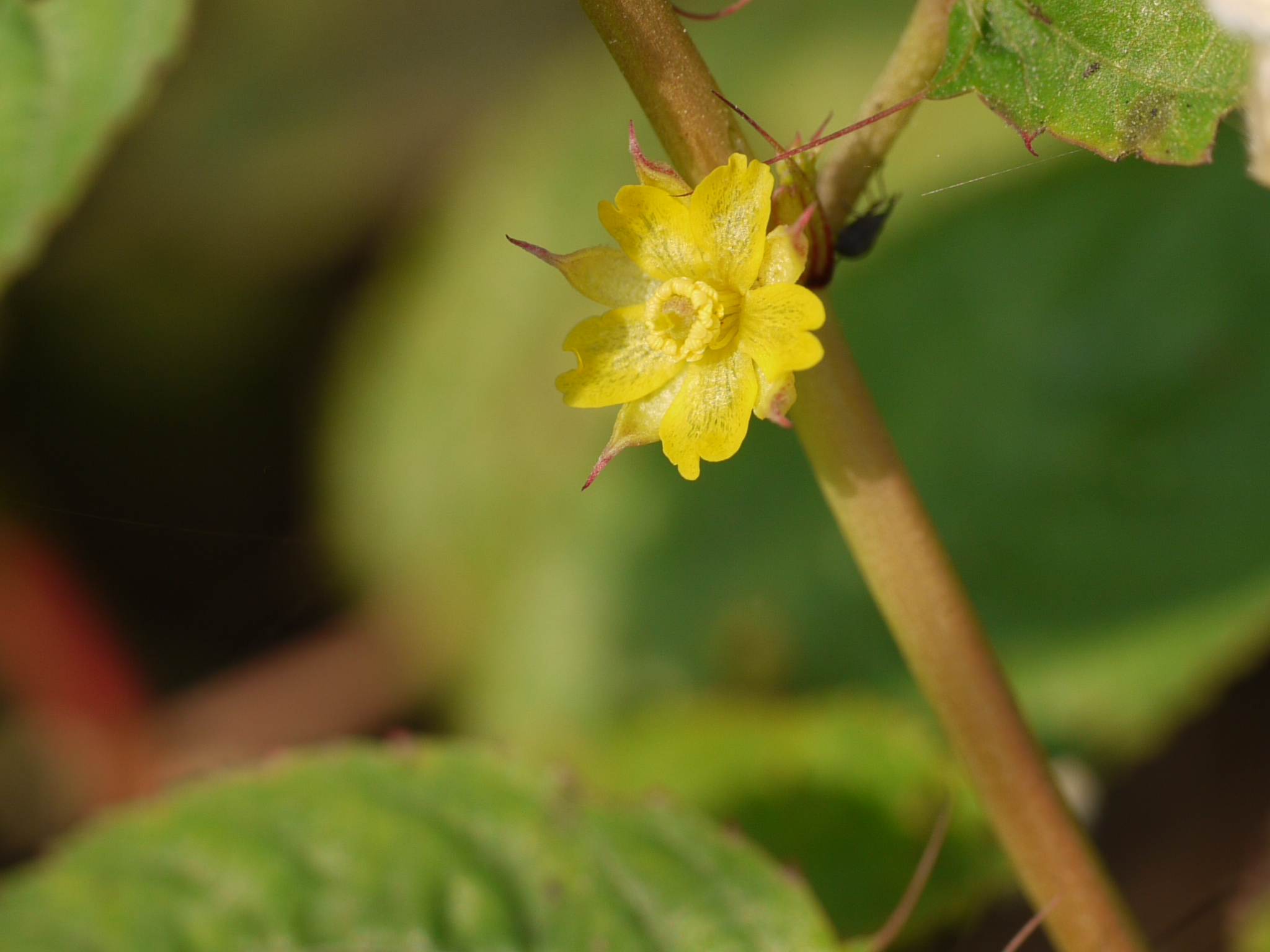
Fiore di C. olitorius

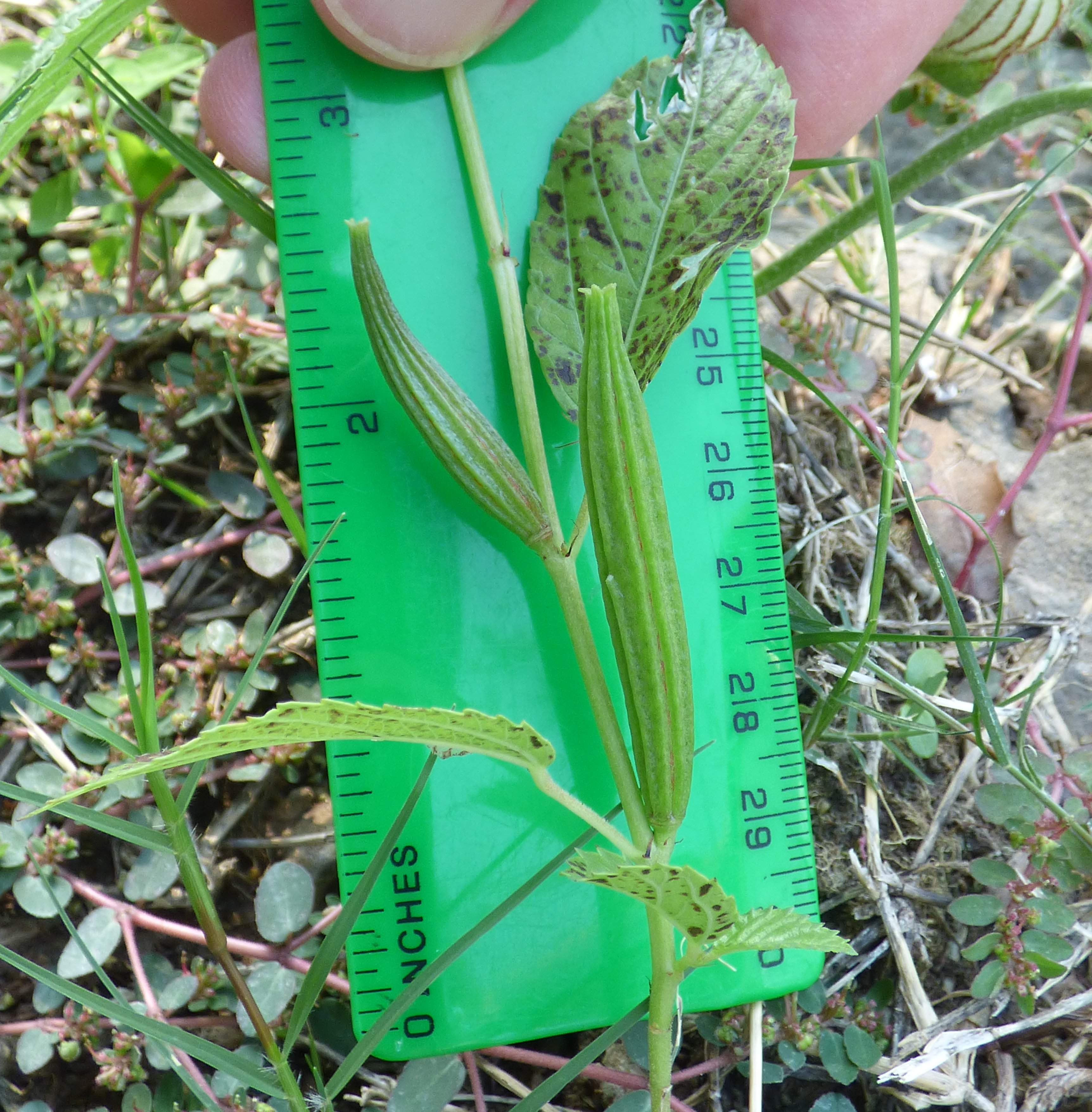
Frutti di C. olitorius

C. olitorius è una pianta erbacea eretta, abbastanza ramificata e cresce fino ad altezze di 1,5 m. Tuttavia, se coltivato per la produzione di fibre, può raggiungere altezze fino a 4 m. La radice a fittone regge un fusto robusto e glabro, di colore verde con lieve sfumatura rosso-brunastra e talvolta un po' legnoso a livello del suolo. Le foglie acuminate, seghettate ed alternate, sono lunghe da 6 a 10 cm e larghe da 2 a 4 cm. La pianta produce fiori solitari o in cime con due fiori opposte alla foglie. I fiori si trovano all'estremità di un corto stelo w contano 5 sepali, 5 petali e 10 stami liberi e gialli. Il frutto è fusiforme, deiscente e diviso in sezioni trasversali tramite cinque setti. Il frutto misura da 2 a 8 cm di lunghezza e i colori variano dal grigio-blu al verde o al nero-brunastro. Ogni camera dei semi contiene da 25 a 40 semi, per un totale di 125-200 semi per frutto.

## Coltivazione
La juta è una coltura annuale. La pianta cresce bene nelle zone tropicali di pianura, nelle zone temperate calde, nei deserti tropicali e nelle zone umide forestate. Può tollerare una precipitazione annua compresa tra 400 e 4290 mm (ottimale 1000 mm all'anno). Alcune cultivar sono sensibili ai ristagni idrici, soprattutto quando sono giovani. Temperature tra 16,8 e 27,5 I °C sono ottimali per la crescita delle piante. Per il terreno è necessario un pH compreso tra 4,5 e 8,2. La pianta preferisce un terreno alluvionale fertile, ricco di humus e ben drenato, ma cresce bene anche in condizioni di terreno non ottimali. Prima della semina, il terreno viene preparato accuratamente mediante aratura e i semi vengono sparsi durante la stagione delle piogge. Ventiquattr'ore prima della semina, i semi devono essere messi a bagno per dieci secondi in acqua calda (circa 93 °C) per superare la dormienza. Se i semi piccoli vengono mescolati con la sabbia, sarà più facile seminarli. Se il terreno è umido, la germinazione avviene due o tre giorni dopo la semina. In alcuni sistemi le piantine vengono trapiantate quando raggiungono un'altezza di 10 cm. Le piante vengono coltivate in file con una spaziatura di 20–50 cm. Quando la pianta raggiunge un'altezza di 8–25 cm, le piantine vengono erpicate con un rastrello tre o quattro volte e diserbate due o tre volte. Come concime vengono utilizzati sterco di mucca, cenere di legna o giacinto d'acqua marcito (Eichhornia crassipes) o ceneri di juta stessa. La resa del raccolto dipende più dalla disponibilità di acqua e di sostanza organica del suolo che dall’elevato stato di nutrienti minerali.
La raccolta può iniziare dopo circa sei settimane dalla semina: si può raccogliere direttamente la pianta intera (per la produzione della juta) oppure raccogliere le foglie mediante potatura più volte durante il periodo vegetativo (per la produzione alimentare). La rigenerazione dei germogli dipende fortemente dalla varietà, dalla fertilità del suolo, da un adeguato apporto idrico e dal controllo delle erbe infestanti e dei parassiti. La quantità e la qualità dei germogli potati si riducono ad ogni raccolta. In condizioni di coltivazione la resa raggiunge solitamente circa 2,5 t per ettaro di foglie commestibili. In condizioni sperimentali e con applicazioni a fertilità molto elevata, sono state riportate rese di circa 28 t per ettaro.
Per il consumo fresco le foglie devono essere conservate al di sopra degli 8 °C e al di sotto dei 15 °C. Basse temperature (tra 1 °C e 8 °C) portano all'imbrunimento delle foglie e temperature di conservazione troppo elevate si manifestano con l'ingiallimento delle foglie. Per produrre semi, i frutti possono essere raccolti sei settimane dopo la fioritura. Le capsule essiccate vengono trebbiate e possono essere conservate per otto-dodici mesi in barattoli ben chiusi. Per la loro conservazione l'umidità dovrebbe essere intorno al 9%.

## Usi
La fibra di juta è ricavata dal tessuto della corteccia di C. olitorius e C. capsularis, soprattutto nei paesi dell'Asia meridionale, sebbene la fibra prodotta da C. olitorius sia considerata di qualità inferiore. Le fibre finite appaiono dorate e setose con una lunghezza fino a 3 metri e con un diametro di 2,4 µm. Il fusto della pianta viene tagliato e poi lavorato per ottenere fibre fini e ben separate dal materiale legnoso indesiderato. Successivamente le fibre vengono stagionate ed essiccate.
Molti tessuti sono fatti di juta, come filati, sacchi, trame per tappeti e altri tessuti misti. Viene anche utilizzato come materia prima per corde e spaghi.
In Africa e Medio Oriente se ne coltiva una diversa tipologia di cui le foglie e i germogli vengono utilizzati a scopo alimentare mentre la fibra è considerata di scarsa importanza.

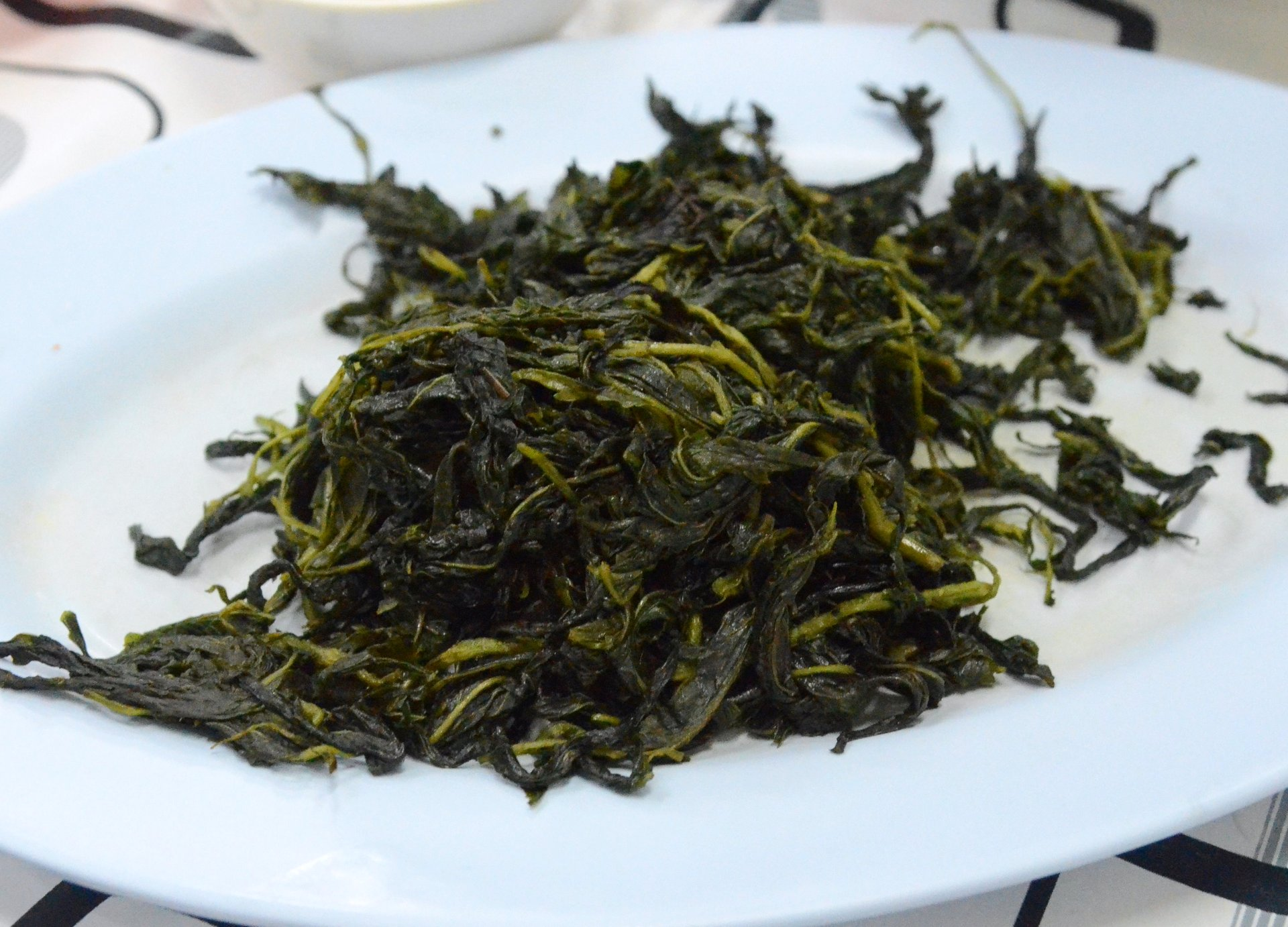
Bai po thailandese

La juta è coltivata in Siria, Libano, Tunisia ed Egitto come erba aromatica e il suo uso culinario risale almeno agli antichi egizi. È un importante ortaggio a foglia in Costa d'Avorio, Benin, Liberia, Nigeria, Ghana, Camerun, Sudan, Uganda, Kenya, Zambia e Zimbabwe. Viene coltivato e consumato anche nei Caraibi e in Brasile, in Medio Oriente e in India, Bangladesh, Giappone e Cina. Le sue foglie sono particolarmente apprezzate dai Bodo dell'India nord-orientale, che preparano una preparazione mucillaginosa con le sue foglie essiccate mescolate con grasso di maiale e liscivia chiamata narji .
In Nigeria e Zambia, le foglie vengono bollite per ottenere una salsa appiccicosa e viscida che viene servita con palline di manioca (servite con nshima in Zambia) che altrimenti sarebbero piuttosto secche. Nella cucina vietnamita, la juta è conosciuta come rau đay e viene trasformata in una zuppa con gamberetti. In Egitto e Palestina, la mulukhiyah è un piatto a base di foglie di juta bollite. In Tunisia le foglie vengono ridotte in polvere e cotte con carne di manzo o di agnello.
La parte commestibile della juta sono le sue foglie. La ricchezza di potassio, vitamina B6, ferro, vitamina A e vitamina C rendono questa coltura particolarmente importante, dove le persone coprono una quota elevata del loro fabbisogno energetico con colture di base povere di micronutrienti. Questo ortaggio viene consumato prevalentemente in Africa e in Asia.